# Iztaccíhuatl
Iztaccíhuatl, zkráceně Izta (alternativní název Ixtaccíhuatl, [istakˈsiwatɬ]IPA), je sopka ve středním Mexiku, 70 kilometrů jihovýchodně od Ciudad de México. Po Pico de Orizaba (5636 m) a Popocatépetlu (5452 m) je to třetí nejvyšší hora Mexika. Jméno Iztaccíhuatl znamená v indiánském jazyce nahuatl „Bílá žena“, protože její vrchol je celoročně pokryt sněhem a ledem.
Hora má čtyři vrcholy, nejvyšší z nich „El Pecho“ má nadmořskou výšku 5286 metrů (SRTM uvádí 5230 m). Tyto vrcholky mají názvy La Cabeza, El Pecho, Las Rodilla, Las Pies – v překladu ze španělštiny hlava, hruď, kolena a chodidla – což se váže k legendě, podle které hora má být ležící žena a jednotlivé vrcholy ztvárňují příslušné části jejího těla.

## Legenda o Popocatépetlu a Iztaccíhuatl
V aztécké mytologii byla Iztaccíhuatl princezna, která se zamilovala do bojovníka Popocatépetla. Otec lásce nepřál a nápadníka poslal do války s Oaxakou, přičemž podmínil ruku princezny vítězným návratem (což nepředpokládal). Posléze princezně nechal vzkázat, že Popocatépetl padl v boji, princezna se usoužila zármutkem. Po návratu z války Popocatépetl zjistil, že je princezna mrtvá a také zemřel žalem. Bohové oba milence přikryli sněhem a proměnili v hory. Iztaccíhuatl připomíná ženu ležící na zádech, přikrytou bílým závojem, Popocatépetl se stal sopkou, která svoji zlost nad ztrátou milované ženy projevuje zuřivými erupcemi ohně, popela a dýmu.

## Výstup na Iztaccíhuatl
Na rozdíl od Popocatepetlu je Iztaccíhuatl neaktivní (s výjimkou unikajícího sirovodíku u vrcholku), takže je vhodným cílem vysokohorské turistiky. První historicky zdokumentovaný výstup se uskutečnil v roce 1889, nicméně se má za to, že Aztékové na horu vystupovali již dříve. Vrchol hory ve výškách přes pět kilometrů je celoročně pokryt ledem a sněhem. Výstup klasickou hřebenovou cestou z Paso de Cortéz není technicky příliš náročný, jedná se o běžnou velehorskou turistiku. Vzhledem k vysoké nadmořské výšce však expedice trvá obvykle minimálně 3 dny.

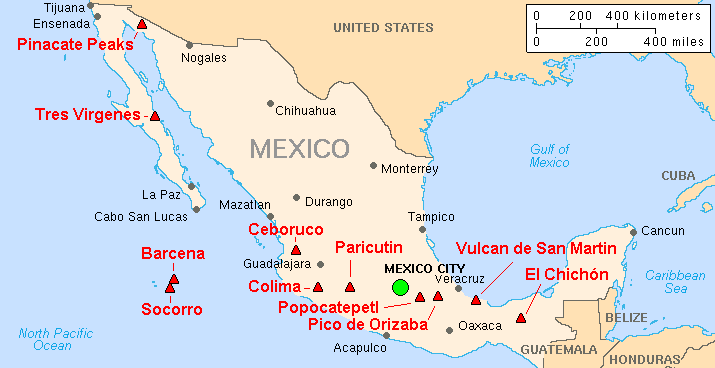
Sopky v Mexiku